# Enigmella thallina
Enigmella thallina är en bladmossart som beskrevs av G.A.M.Scott et K.G.Beckm.. Enigmella thallina ingår i släktet Enigmella och familjen Acrobolbaceae. Inga underarter finns listade i Catalogue of Life.